# City Lights Bookstore

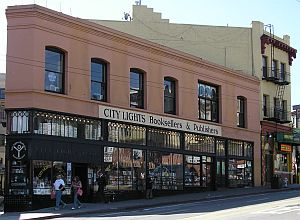
La libreria di San Francisco della City Lights Bookstore

City Lights Bookstore è una casa editrice statunitense fondata nel 1953 da Lawrence Ferlinghetti e da Peter Martin (due figli di italiani) situata a suo tempo in Columbus Avenue 261, all'angolo con Broadway Street, nel quartiere italiano di San Francisco denominato North Beach. Ha anche una libreria che si interessa di letteratura indipendente internazionale, arti e politica progressista.
Al secondo piano della libreria c'era la redazione della rivista di cinema e cultura City Lights (il nome era ispirato al film Luci della città di Charlie Chaplin) fondata dallo stesso Martin.

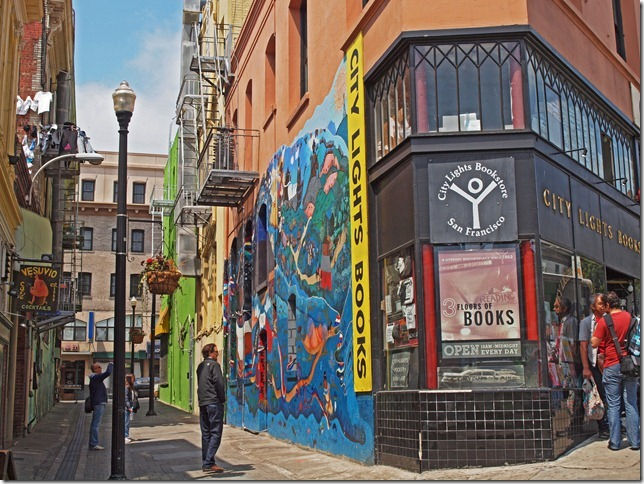
City Lights Bookstore, lato ovest, 2013

## La storia
È ricordata come ritrovo della Beat Generation, di molti dei suoi protagonisti più significativi, in quanto lo stesso Ferlinghetti è considerato un appartenente al gruppo. È citata in Big Sur di Jack Kerouac, dove il suo fondatore compare sotto il nome di Lorenzo Monsanto. Tra le pubblicazioni da ricordare c'è la collana Pocket Poets Series che raccoglie una cernita di scrittori all'epoca emergenti, o indipendenti, promossi da Ferlinghetti. La pubblicazione di maggior rilievo fu l'edizione di Howl & Other Poems di Allen Ginsberg, che all'epoca suscitò molto clamore e controversie legali: nel 1956 l'uscita di Howl, come quarto libro della collana, portò all'arresto di Ferlinghetti con l'accusa di diffusione di oscenità. Il processo ebbe un richiamo nazionale in quanto fu seguito dal "San Francisco Renaissance" e dall'ormai famoso movimento degli scrittori beat. Molti prestarono il loro aiuto nella risoluzione del processo, tra cui figure di prestigio letterario e professionale, e così Ferlinghetti venne rilasciato. Nonostante tutto, però, il caso è importante poiché crea il primo precedente di appello al Primo Emendamento (libertà di parola e di stampa) per la pubblicazione di materiale controverso, ma di interesse sociale.

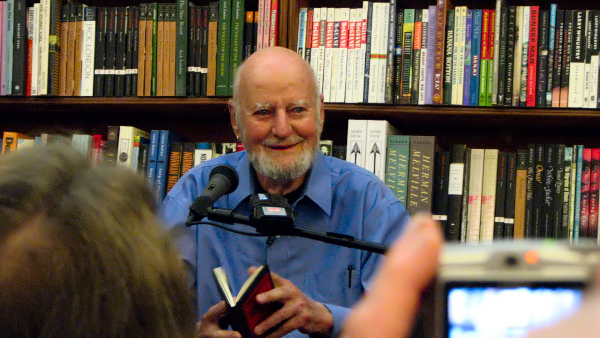
Lawrence Ferlinghetti al City Lights Books

Questo evento e l'eccezionalità del ruolo di City Lights nella cultura di San Francisco e in quella statunitense dopo la seconda guerra mondiale, avendo pubblicato autori della Beat Generation e diffuso molte altre opere rilevanti, ha permesso a questa piccola libreria, nel 2001, di ottenere lo status di Landmark (punto di riferimento). Tale status garantisce il mantenimento di determinate caratteristiche dell'edificio e dei suoi dintorni così da poterne fruire la storicità e l'importanza.

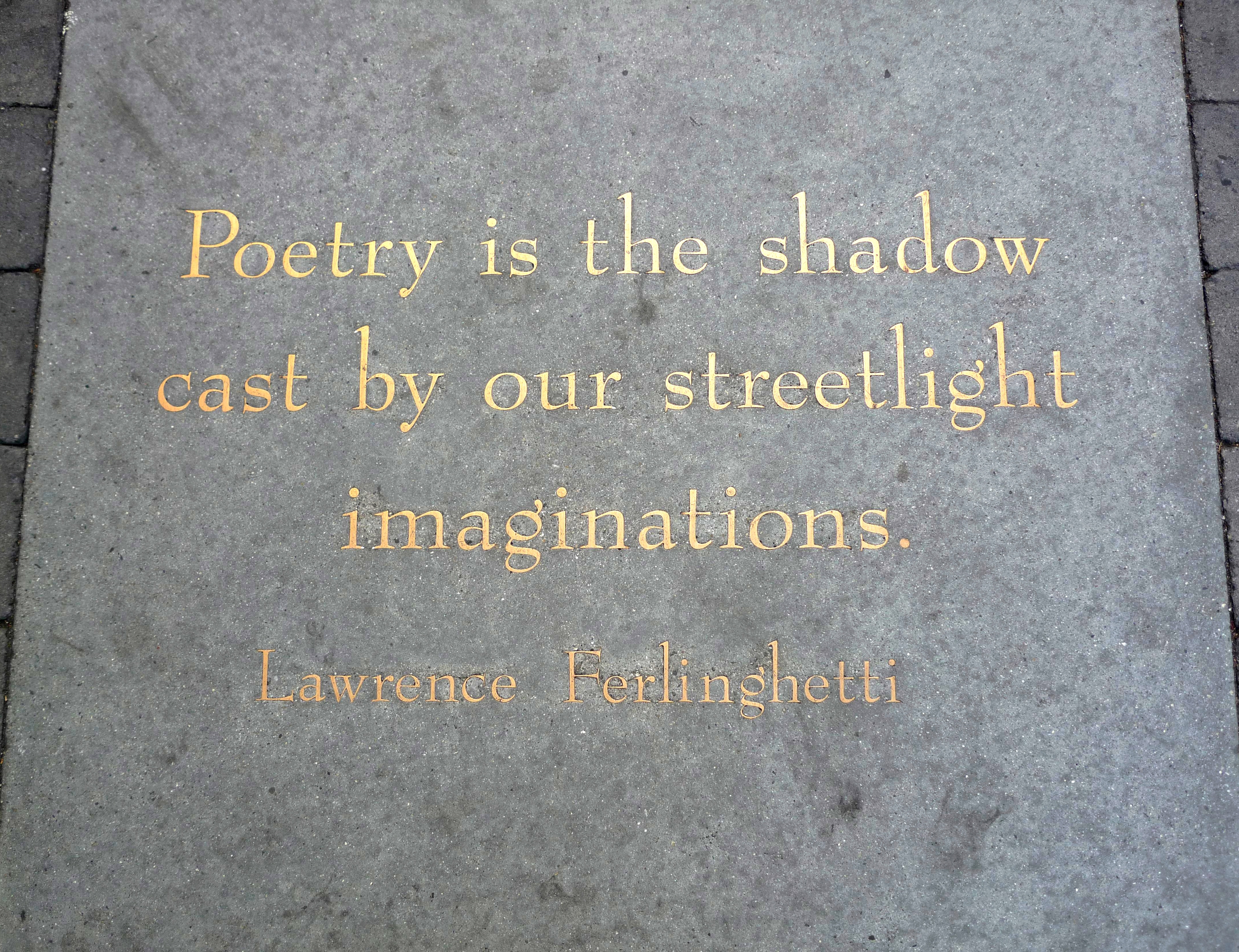
Placca con citazione da una poesia di Lawrence Ferlinghetti all'esterno di City Lights Bookstore

## L'ambiente
All'inizio l'estensione della libreria si limitava ad un piccolo spazio di un edificio costruito dopo il terremoto di San Francisco del 1906. Nel tempo le sue dimensioni si sono moltiplicate, tanto che oggi si contano tre piani in cui si raccolgono contenuti e arti di vario genere. Nonostante sia meta di molti curiosi, lettori e letterati, City Lights resta intrisa del suo carattere beat originario e ciò è visibile nella scelta di essere una libreria indipendente, e nella scelta dei libri: da quelli delle maggiori case editrici fino a quelli più rari e con poco respiro pubblicitario. L'indipendenza, poi, implica che all'interno della libreria si possa sfogliare, leggere, confrontarsi, lasciare le proprie opere oppure solo sostare in questa zona franca della letteratura e dell'arte. Sono famosi i suoi dipendenti per la capacità e la conoscenza enciclopedica, cosicché si entra per comprare un libro e se ne esce con un altro, magari di un perfetto sconosciuto. Oggi City Lights è membro della American Bookstore Association. In Italia, a Firenze, nel 1996, Antonio Bertoli fonda City Lights Italia, libreria e casa editrice, unica altra sede oltre a quella di San Francisco. Oggi City Lights è dell'editore Giunti, ed è diretta dallo stesso Antonio Bertoli.